# Одоевский, Иван Васильевич
Ива́н Васи́льевич Одо́евский (1710 — 26 марта (6 апреля) 1768) — князь, действительный тайный советник, президент Вотчинной коллегии (1741—1744).
Из княжеского рода Одоевских, который считался во времена местничества одним из самых высокородных. Единственный сын князя Василия Юрьевича Одоевского, заведовавшего при Петре I Оружейной палатой, и княжны Марии Алексеевны, урожденной Лыковой-Оболенской. Внук боярина Ю. М. Одоевского.

## Биография
В 1732 году камер-юнкер, назначен советником Вотчинной коллегии.
Взлёт карьеры пришёлся на короткое правление Анны Леопольдовны, которая была в приятельских отношениях с его сестрой Софией. В 1733 году произведён в статские советники. 11 сентября 1740 года назначен вице-президентом Вотчинной коллегии. 21 января 1741 года назначен президентом Вотчинной коллегии, а позже произведён в действительные статские советники. В том же году двор отметил свадьбу Софии Одоевской с камергером Лилиенфельдом.
По Лопухинскому делу супруги Лилиенфельд были сосланы на поселение в Томск, однако сам Иван Васильевич не пострадал благодаря влиянию своей матери, старой княгини Одоевской, которая заведовала туалетами Елизаветы Петровны и допускалась чесать ей пятки перед сном.
25 июля 1744 года произведён в тайные советники и в том же году назначен в присутствие в Московскую сенатскую контору. 19 сентября 1746 году назначен в сенат. По свидетельству С. А. Порошина, Одоевский, играя в карты с А. Г. Разумовским, наживался на его беспечной расточительности: "за князем Иваном Васильевичем один раз подметили, что тысячи полторы в шляпе перетаскал и в сенях отдавал слуге своему".
30 августа 1757 года произведён в действительные тайные советники, 16 февраля 1761 года "уволен в Москву для лечения". В августе 1762 года возглавлял делегацию сенаторов, которая присутствовала на коронации Екатерины II. Если верить памфлету князя М. М. Щербатова, Одоевский разорился и последние годы провёл в нужде:
Из первых знатных домов мне случалось слышать о упадшем доме князя Ивана Васильевича Одоевского, которого дом был на Тверской. Сей князь Одоевской неумеренным своим сластолюбием так разорился, что, продав все деревни, оставил себе некоторое число служителей, которые были музыканты, и сии, ходя в разные места играть и получая плату, тем остальное время жизни его содержали.

## Семья
Женат дважды:
1. Прасковья Ивановна (1710—1758), старшая дочь графа Ивана Петровича Толстого и княжны Прасковьи Ивановны урождённой Троекуровой. Погребена на старом кладбище Александро-Невской лавры.
2. княгиня Евдокия Михайловна Волконская, ур. Самарина (1713—1774), могила в Донском монастыре.

Все дети, очевидно, от первого брака:
- Мария (1736—1787), жена директора Академии художеств А. О. Закревского
- Александр (1738—1797), сенатор; женат на Марии Фёдоровне Вадковской, дочери генерал-аншефа Ф. И. Вадковского
- Николай (1739—1798), масон, полковник, женат на дочери грузинского царевича Бакара Елизавете Александровне Грузинской
- Иван (1742—1806), генерал-поручик; женат на дочери И. И. Измайлова Анастасии Ивановне Измайловой
- Сергей (1743—1811), полковник, дед писателей Александра и Владимира Одоевских
- Варвара (?—1788), жена князя Д. Ю. Трубецкого, их правнук — Лев Толстой
- Наталья, жена графа А. Ф. Апраксина, у них сын Иван
- Анна (?—1762), вторая жена генерал-фельдмаршала графа П. И. Шувалова.
- Алексей